# Las inquietudes de Shanti Andía (película)
Las inquietudes de Shanti Andía es una película española dramática estrenada el 3 de febrero de 1947, escrita y dirigida por Arturo Ruiz Castillo, en el que fue su primer largometraje como director. Sus protagonistas fueron Josita Hernán, Manuel Luna, Jorge Mistral y Jesús Tordesillas.
Se trata de una adaptación de la novela homónima de Pío Baroja, incluida en la serie «El mar» y publicada en 1911.
La película fue declarada por la Junta Clasificadora de Películas como "de interés nacional".
Es de destacar una pequeña aparición del propio Pío Baroja y de su hermano Ricardo, hacia la parte final del filme en la que se interpretan a ellos mismos.

## Sinopsis
Cuando es un niño, Shanti asiste al funeral de su tío Juan de Aguirre, aunque la criada de la casa le advierte en secreto que su tío no ha muerto y que la caja está vacía porque Juan era en realidad un pirata. Esto despierta la fantasía de Shanti y su tío se convierte para él en un personaje cautivador.
Muchos años después, ya en su vejez, Shanti recopila los fragmentos de un diario personal escrito en diferentes épocas de su vida, en el que rememora su infancia en el pequeño pueblo vasco de Lúzaro, su juventud en tierras gaditanas y sus venturas y desventuras como capitán de fragata y la investigación, ya de adulto, del fallecimiento (o no) de su tío Juan de Aguirre.

## Reparto
- Jorge Mistral como	Shanti Andía
- Josita Hernán como	Mary
- Manuel Luna como Juan de Aguirre
- Jesús Tordesillas como Patricio Allen
- Milagros Leal como Señora de Andía
- Irene Caba Alba como Iñure
- Mari Paz Molinero como Casilda
- José María Lado como Capitán Zaldumbide
- Nicolás D. Perchicot como Don Hilario
- José María Rodero como Machín
- María Teresa Campos como Genoveva
- José Prada como Don Ciriaco
- José Jaspe como Chim
- Manuel Requena como Juan Urbistondo
- Arturo Marín como Ichaso
- Félix Fernández como Doctor Cornelius
- Carlos Agostí como	Recalde
- Fernando Sancho como Tristán de Ugarte
- Nati Mistral como Mujer del colmado
- Juanita Mansó como Abuela de Shanti
- Manuel Guitián como Franz Nissen
- José A. Sánchez 'Toto' como Shanti niño
- Felipe Mayo como Arraiz
- José Franco como Zapiain
- Horacio Socías como Sacerdote
- Mariano Alcón como Larragoyen
- Francisco Puyol como Sam Cooper
- Pío Baroja como Él mismo
- Ricardo Baroja como Él mismo

## Premios
Tercera edición de las Medallas del Círculo de Escritores Cinematográficos
| Categoría              | Nominados            | Resultado |
| ---------------------- | -------------------- | --------- |
| Mejor actor secundario | Jesús Tordesillas    | Ganador   |
| Mejor fotografía       | Manuel Berenguer     | Ganador   |
| Mejor música           | Jesús García Leoz    | Ganador   |
| Premio Gimeno          | Arturo Ruiz Castillo | Ganador   |